# Galambnyakú amazon
A galambnyakú amazon (Amazona vinacea), korábban galambbegyű amazon, a madarak osztályának papagájalakúak (Psittaciformes)  rendjébe és a papagájfélék (Psittacidae) családjába és az araformák (Arinae) alcsaládjába tartozó faj.

## Előfordulása
Argentína, Brazília és Paraguay területén honos.

## Megjelenése
Testhossza 30 centiméter, testtömege 370 gramm. lapszíne zöld, fedőtollain fekete szegélyezettséggel. Tarkója halványkék, álla lazacvörös, torja lila, begye és hasának felső része borvörös színű. Szárnyszegélyén sárga és vörös foltok vannak, szárnytükre csak három evezőtollon látható. A két szélső faroktoll közepén vörös csík van, aranysárga belső szegéllyel.
|  |